# Лобайе
Лобайѐ (на френски: Lobaye) е една от 14-те административни префектури на Централноафриканската република. Разположена е в южната част на страната и граничи с Демократична република Конго и с Република Конго. Площта на префектурата е 19 235 км², а населението е около 214 000 души (2003). Гъстотата на населението в Лобайе е около 11 души/км². Столица на префектурата е град Мбаики.